# NGC 223
NGC 223 es una galaxia espiral barrada localizada en la constelación de Cetus.